# Micro-région de Szécsény
La micro-région de Szécsény (en hongrois : szécsényi kistérség) est une micro-région statistique hongroise rassemblant plusieurs localités autour de Szécsény.